# Franjo Ćurić
Franjo / Frano / Ćurić (Kralje, Bihać, 19. svibnja 1921. – Novska, 16. kolovoza 2002.), hrvatski pjesnik. 
Osnovnu školu završio kod Trapista u Banjoj Luci, gimnaziju u Bihaću (kao stipendist Napretka), studij medicine u Zagrebu. Radio u Banjoj Luci i Drvaru. Umirovljen 1987. Prognan iz Banje Luke, živi u Novskoj (R. Hrvatska).

## Djela
- "Zaboravljeni stihovi" (pjesme, 1973.),
- "Sunovrat" (pjesme, 1977.),
- "Unutar trokuta" (pjesme, 1983.),
- "Jantarno svjetlo" (pjesme, 1997.).
- "Preko puta dobra i mira" (pisma kćeri, 1999.)
- "Keče i kotlaci" (pripovijetke, 2001.)
- "Klepsidra" (haiku pjesme, 2006.)
- "Smaknuće dana" (pripovijetke, 2007.)